# بازخانة (ألاداغ)
بازخانة (بالفارسية: بازخانه) هي قرية تقع في إيران في قسم ألاداغ الريفي. يقدر عدد سكانها بـ 256 نسمة بحسب إحصاء 2016.